# Torre monumentale di San Martino della Battaglia
La torre monumentale di San Martino della Battaglia è un edificio storico di San Martino della Battaglia, frazione di Desenzano del Garda, in provincia di Brescia, che celebra solennemente l'intera epoca risorgimentale, dalla prima guerra d'indipendenza (1848) alla presa di Roma (1870). Si trova nei pressi del Museo del Risorgimento di Solferino e San Martino e dell'ossario di San Martino. Sulla terrazza si trova una lanterna che contiene un faro che lampeggia i colori della bandiera italiana bianco rosso e verde visibili da molto lontano.

## Storia
La torre venne costruita a partire dal 1880 sul colle più alto di San Martino, dove il 24 giugno 1859 gli eserciti di Regno di Sardegna, Francia e Austria combatterono la fase più cruenta della battaglia di San Martino nel corso della seconda guerra d'indipendenza; durante il combattimento l'altura venne persa e riconquistata a più riprese dall'Armata Sarda, che alla fine riuscì a prevalere sull'Imperial Regio Esercito austriaco pagando un elevato prezzo in termini di vite umane. La torre sorge nei pressi dell'Ossario di San Martino, che raccoglie e custodisce le ossa dei caduti nel corso della battaglia.
L'erezione della torre, resa possibile grazie a una sottoscrizione pubblica che raccolse 600 000 Lire, fu promossa dalla Società Solferino e San Martino, fondata nel 1870 per volere del conte senatore Luigi Torelli (1810-1887) con lo scopo di mantenere e di onorare la memoria dei caduti nella memorabile battaglia di Solferino e San Martino.
Il monumento è dedicato alla memoria di Vittorio Emanuele II, Padre della Patria che aveva condotto le truppe all'assalto, e di quanti combatterono per l'unità d'Italia. Fu inaugurata il 15 ottobre 1893 alla presenza di re Umberto I, della regina Margherita del Principe di Napoli e del Duca d'Aosta.

## L'edificio

### La struttura

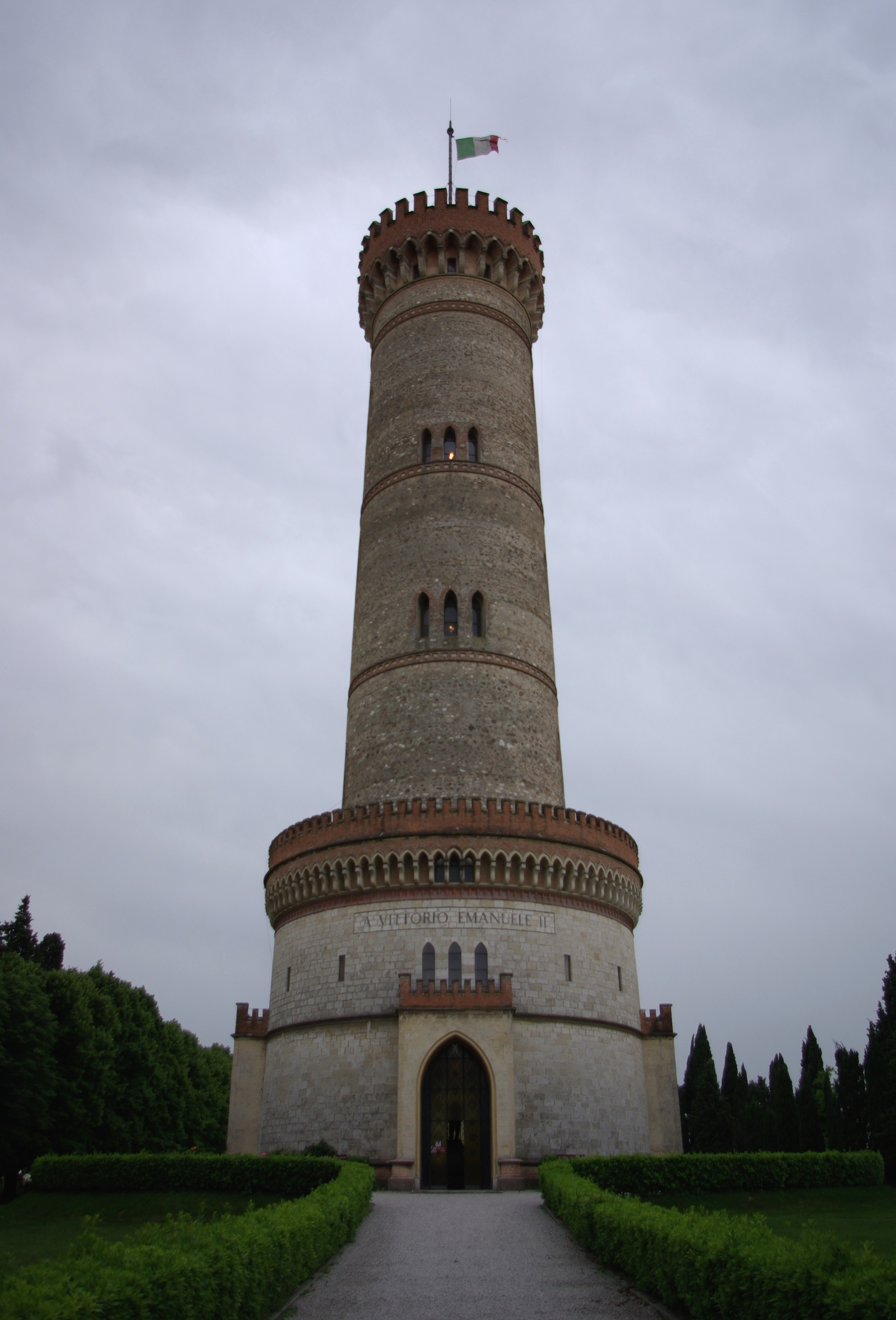
La torre monumentale di San Martino della Battaglia

L'edificio venne progettato dall'ingegnere e architetto Giacomo Frizzoni, bergamasco, che attese alla parte tecnica del progetto e fornì i disegni, poi modificati in parte dagli ingegneri Antonio Monterumici di Treviso e Antonio Cavalieri di Bologna.
La torre, di sezione rotonda e alquanto rastremata verso l'alto, è impostata su fondazioni palificate in quattro pozzi che scendono nel terreno per circa 20 metri e si innalza per 74 metri dal sommo del colle. Il basamento, fornito di quattro aperture ad arco gotico delle quali una funge da ingresso alla torre, è coronato da merlature in cotto e costruito in pietra da taglio di San Vigilio (Lago di Garda): ha al suolo un diametro di 22,8 metri che si restringe a 13 metri al piano della prima piattaforma, ovvero a quota 16 metri. La piattaforma sommitale misura 10 metri di diametro senza contare lo sporto della merlatura che la recinge, che porta il diametro a 14 metri e vi trova spazio una lanterna. Il materiale utilizzato per la costruzione della torre è in massisma parte pietrame squadrato con inserimenti di complemento e decorativi in marmo e cotto. La struttura è consolidata da travi in ferro gettate nel cemento.

### L'interno e le decorazioni
All'ingresso si incontra una sala principale (detta "rotonda"), al centro della quale sorge, su un piedestallo di granito rosa di Baveno, la grande statua in bronzo di Vittorio Emanuele II in divisa da alto ufficiale dei Carabinieri (1891), opera dello scultore veneziano Antonio Dal Zotto (1841-1918). 
Le pareti della sala sono decorate all'encausto da quattro grandi scene della vita del Re, illustrate dal veneziano Vittorio Emanuele Bressanin (1860-1941): Il Convegno di Vignale;; L'entrata a Milano di Vittorio Emanuele II e Napoleone III dopo la vittoria di Magenta;; Vittorio Emanuele al ponte di Palestro;; Vittorio Emanuele in Campidoglio. Sempre del Bressanin sulla tazza della volta sono raffigurate otto figure allegoriche femminili con l'Italia attorniata dalle sette principali città italiane.
Disposti lungo le pareti della rotonda, su tronchi di colonna, si trovano otto busti in bronzo dei generali morti nelle campagne dell'Indipendenza, eseguiti dallo scultore calabrese Salvatore Pisani (1859-1920). Gli effigiati, in senso orario, sono i seguenti: Giuseppe Passalacqua, Matteo Annibale Arnaldi, Rodolfo Gabrielli di Montevecchio, Ettore Perrone di San Martino, Alessandro La Marmora, Onorato Rey di Villarey, Giorgio Ansaldi e Alessandro Guidotti. Nelle cappelle laterali sono disposti i busti in bronzo di Giuseppe Garibaldi (a sinistra), Camillo Cavour (al centro), e Giuseppe Mazzini (a destra).
Dal piano terreno sale una rampa inclinata a spirale appoggiata alle pareti, che si sviluppa su una lunghezza di 410 metri; la rampa, intervallata da sette ripiani, porta sulla cima della torre dalla quale si gode un notevole panorama del basso lago di Garda e delle colline moreniche circostanti, sino alla pianura padana. 
Nei sette ripiani, successivamente e in ordine cronologico, una serie di grandi dipinti all'encausto rappresentanti i fatti salienti dell'indipendenza dal 1848 al 1870: la battaglia di Goito, la difesa di Venezia, la battaglia della Cernaja, la battaglia di San Martino, la battaglia del Volturno, la battaglia di Custoza e la presa di Porta Pia: le opere sono dei pittori Giuseppe Vizzotto Alberti di Oderzo (1862-1931), del già citato Bressanin, Vincenzo De Stefani di Verona (1859-1937) e Raffaele Pontremoli di Chieri (1832-1906).
Negli spazi minori fiancheggianti la rampa sono inoltre presenti alcuni acquarelli del pittore Quinto Cenni (1845-1917) rappresentanti le uniformi militari dei vari corpi italiani nella varie battaglie risorgimentali.

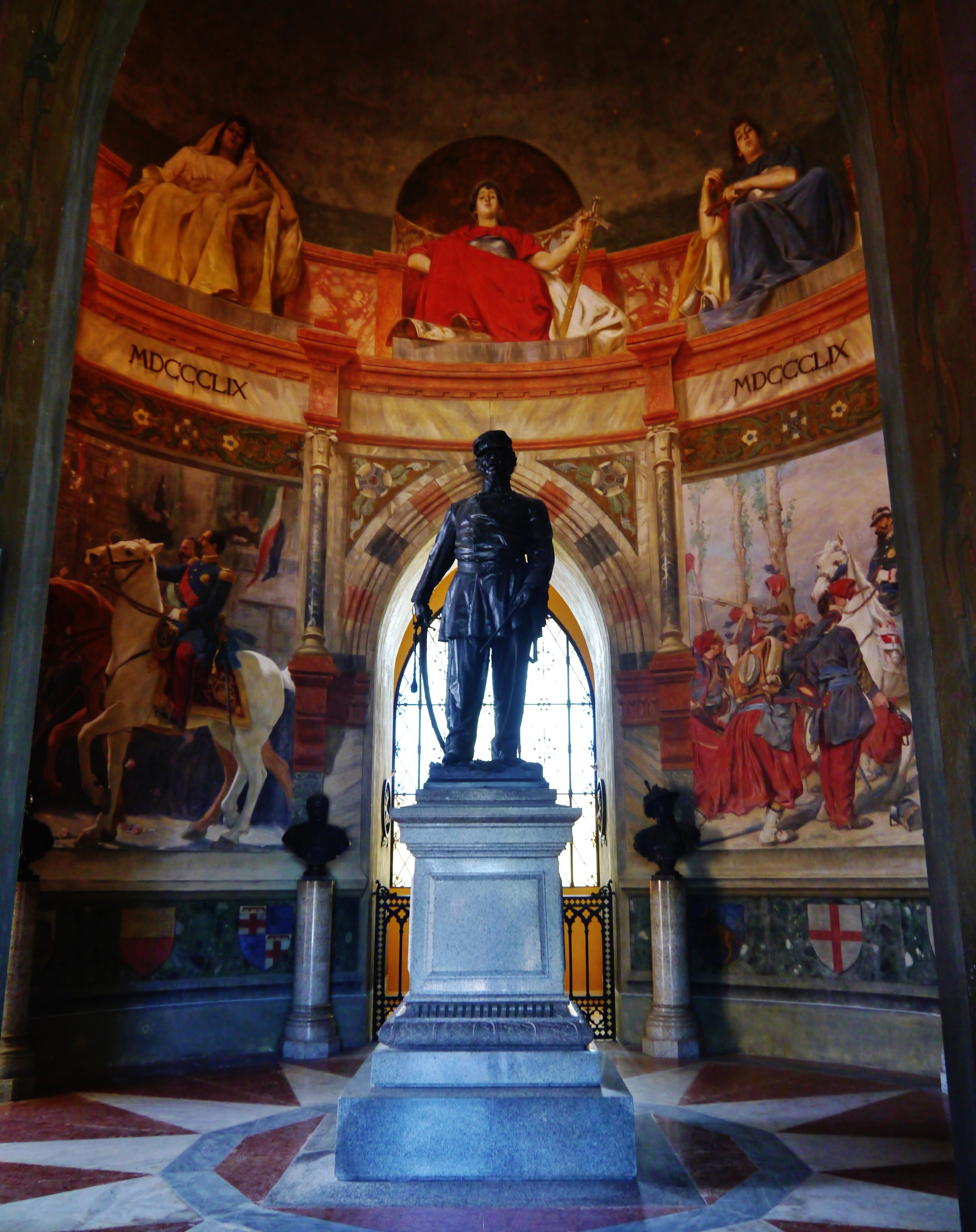
L'interno al piano terra.
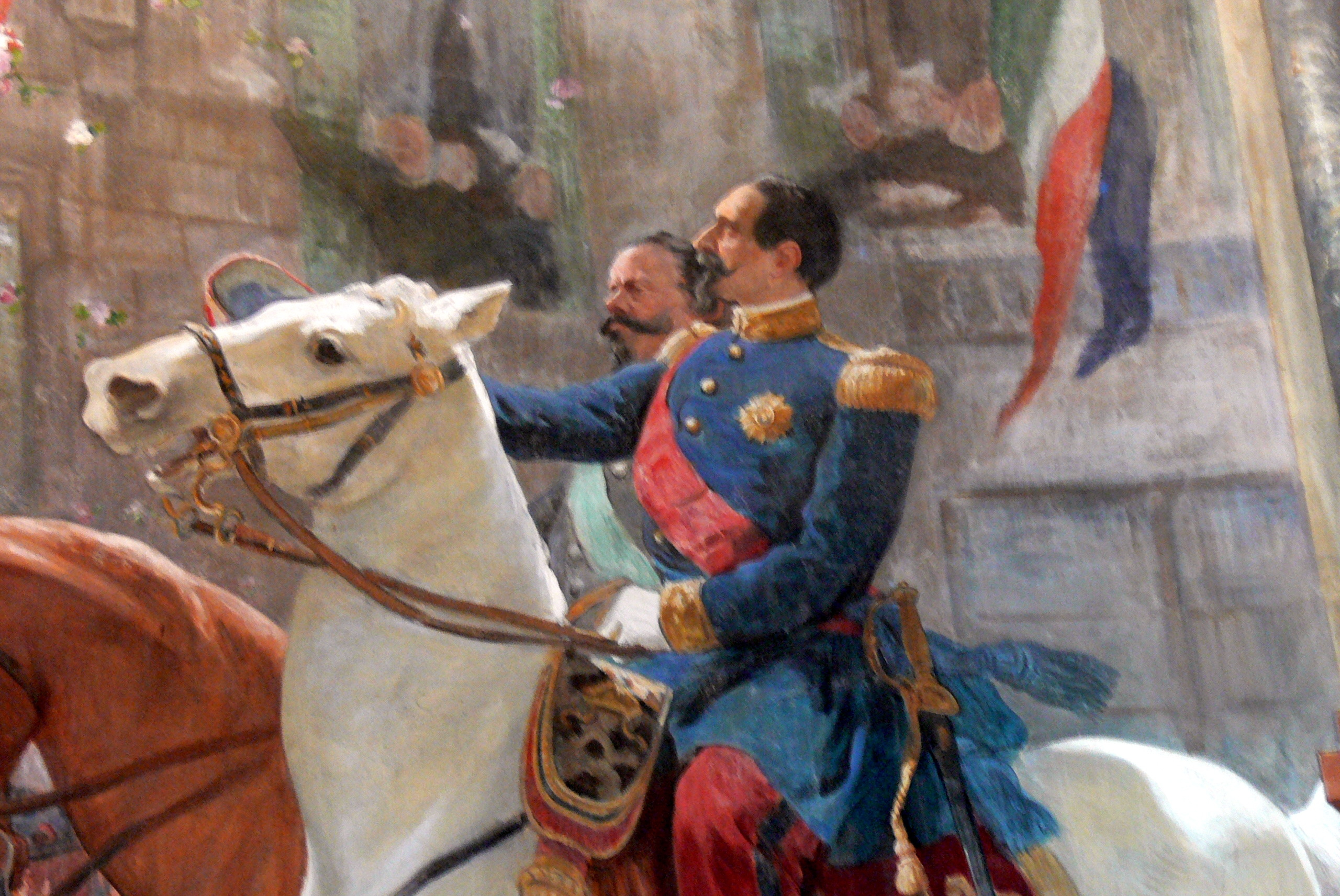
Particolare dell'affresco nella hall d'ingresso: Vittorio Emmanuele II e Napoleone III nel 1859.
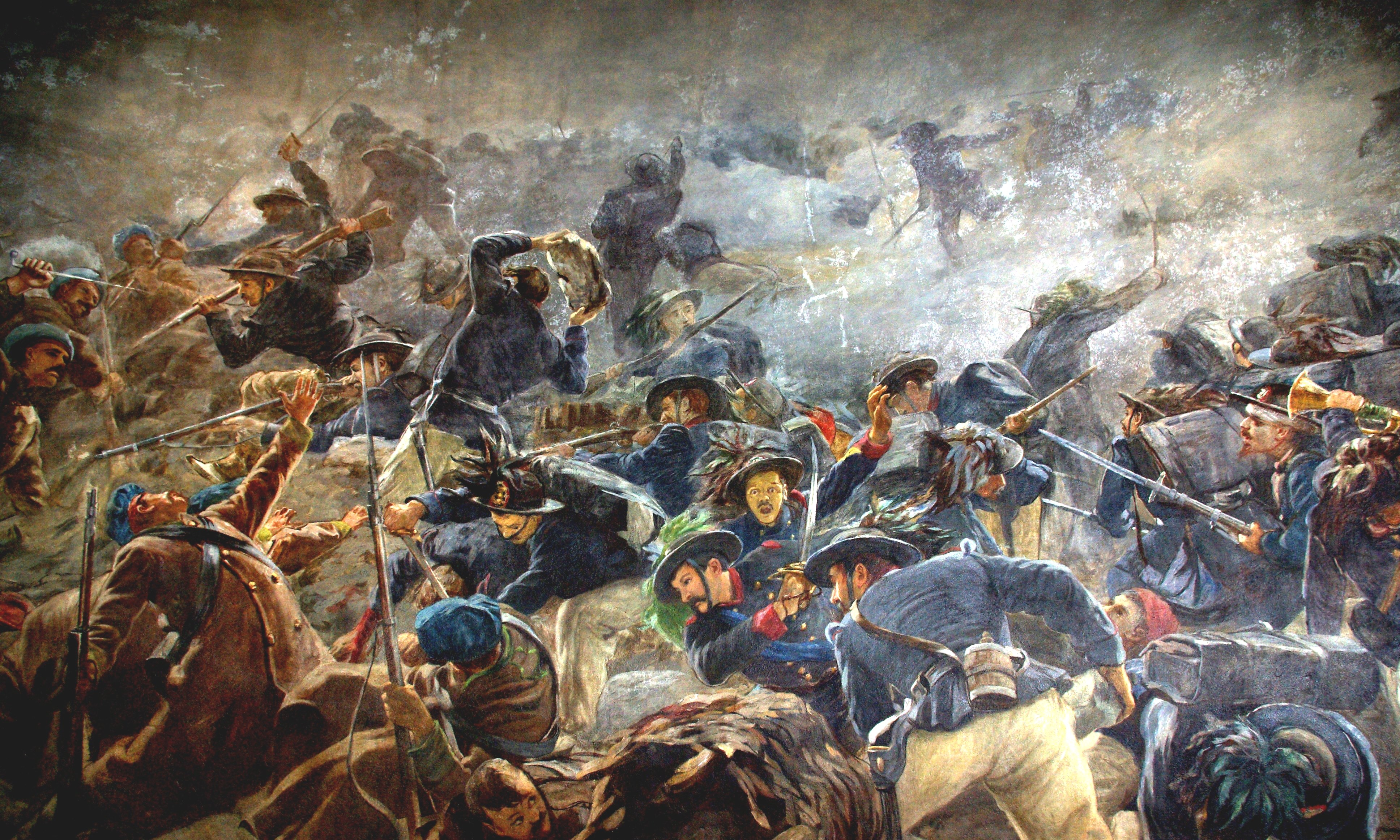
Particolare dell'affresco raffigurante i Bersaglieri inviati in Crimea che respingono vittoriosamente l'assalto dell'Esercito Russo, durante la Battaglia della Cernaia del 16 agosto 1855.